# Championnat d'Égypte de football 1985-1986
Navigation
Saison précédente Saison suivante
La saison 1985-1986 du Championnat d'Égypte de football est la 30e édition du championnat de première division égyptien. Douze clubs égyptiens prennent part au championnat organisé par la fédération. Les équipes sont regroupées au sein d'une poule unique où elles rencontrent leurs adversaires deux fois, à domicile et à l'extérieur. À l'issue du championnat, les deux derniers du classement sont relégués et remplacés par les deux meilleures équipes de D2.
C'est le club d'Al Ahly SC, tenant du titre, qui remporte la compétition, après avoir terminé invaincu en tête du classement final, avec six points d'avance sur le Zamalek SC et neuf sur le duo composé de l'Ismaily SC et d'Al-Masry Club. C'est le 20e titre de champion d'Égypte de l'histoire du club.

## Les clubs participants
| - Al Ahly SC - Zamalek SC - Ittihad Alexandrie - Ismaily SC - Tersana SC - Al Mansourah Sporting Club | - Meniya Club - El-Plastic - Promu de D2 - Suez El-Riyadi - Promu de D2 - Al-Moqaouloun - Al-Masry Club - Ghazl El Mahallah |

## Compétition

### Classement
Le classement est établi sur le barème de points classique (victoire à 2 points, match nul à 1, défaite à 0).
| Rang | Équipe                     | Pts | J  | G  | N  | P  | Bp | Bc | Diff |
| ---- | -------------------------- | --- | -- | -- | -- | -- | -- | -- | ---- |
| 1    | Al Ahly SC 'T' C2          | 35  | 22 | 13 | 9  | 0  | 30 | 11 | +19  |
| 2    | Zamalek SC C1              | 29  | 22 | 12 | 5  | 5  | 33 | 19 | +14  |
| 3    | Ismaily SC                 | 26  | 22 | 9  | 8  | 5  | 29 | 22 | +7   |
| 4    | Al-Masry Club              | 26  | 22 | 8  | 10 | 4  | 23 | 18 | +5   |
| 5    | Ghazl El Mahallah          | 23  | 22 | 8  | 7  | 7  | 24 | 19 | +5   |
| 6    | Tersana SC C               | 23  | 22 | 8  | 7  | 7  | 17 | 15 | +2   |
| 7    | Ittihad Alexandrie         | 22  | 22 | 6  | 10 | 6  | 21 | 19 | +2   |
| 8    | Al-Moqaouloun              | 21  | 22 | 6  | 9  | 7  | 19 | 25 | -6   |
| 9    | Al Mansourah Sporting Club | 18  | 22 | 3  | 12 | 7  | 9  | 15 | -6   |
| 10   | Suez El-Riyadi P           | 18  | 22 | 3  | 12 | 7  | 7  | 16 | -9   |
| 11   | El-Plastic P               | 12  | 22 | 3  | 6  | 13 | 11 | 29 | -18  |
| 12   | Meniya Club                | 11  | 22 | 2  | 7  | 13 | 10 | 25 | -15  |

| Légende : Qualifications et relégations | Légende : Qualifications et relégations |
| --------------------------------------- | --- |
|                                         | Qualification pour la Coupe d'Afrique des clubs champions 1987 |
|                                         | Qualification pour la Coupe des Coupes 1987 et pour la Coupe des clubs champions arabes de football 1987                                                                        |
|                                         | Relégation directe en deuxième division |
|                                         | T : Tenant du titre C : Vainqueur de la Coupe d'Égypte P : Promu de D2 C1 : Vainqueur de la Coupe d'Afrique des clubs champions 1986 C2 : Vainqueur de la Coupe des Coupes 1986 |

## Bilan de la saison
| Championnat d'Égypte de football 1985-1986        |                              |
| Champion                                          | Al Ahly SC (20e titre)       |
| Coupes et trophées                                |                              |
| Vainqueur de la Coupe d'Égypte 1985-1986          | Tersana SC                   |
| Qualifications continentales                      |                              |
| Coupe d'Afrique des clubs champions 1987          | Zamalek SC (tenant du titre) |
| Coupe d'Afrique des clubs champions 1987          | Al Ahly SC                   |
| Coupe des Coupes 1987                             | Tersana SC                   |
| Coupe des clubs champions arabes de football 1987 | Tersana SC                   |
| Promotions et relégations                         |                              |
| Promus en Egyptian Premier League                 | Gazl Domiyat                 |
| Promus en Egyptian Premier League                 | Al Mareekh                   |
| Relégués en Egyptian Second League                | El-Plastic                   |
| Relégués en Egyptian Second League                | Meniya Club                  |